# Nathan B. Scott
Nathan B. Scott (Quaker City, 1842. december 18. – Washington, 1924. január 2.) az Amerikai Egyesült Államok szenátora (Nyugat-Virginia, 1899–1911).